# Silkeborg

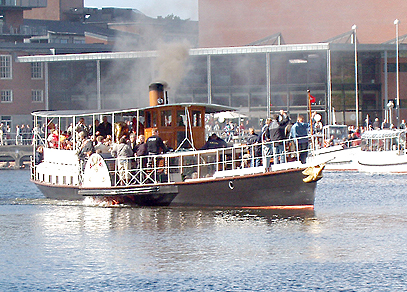
Hjejlen ("El Golden Plover") es un barco a vapor histórico que navega desde Silkeborg a Himmelbjerget. Al fondo se observa las antiguas fábricas de papel, que actualmente alojan al hotel Radisson-SAS y negocios.

Silkeborg es una ciudad de la zona central de Dinamarca, ubicado en el municipio de Silkeborg en Jutlandia. Posee una población de 42.807 habitantes (enero de 2012). Los orígenes de Silkeborg como una ciudad moderna y pujante se remontan a 1844 cuando se construyó una fábrica de papel sobre el río Guden. La ciudad está dividida por el lago Silkeborg Langsø, en una sección norte y otra sur, el cuerpo principal de este lago se encuentra al este de la ciudad, y desagua en el Guden.
El municipio de Silkeborg tiene una población de 89.328 habitantes (2012). El municipio también forma parte del área metropolitana de Jutlandia oriental, la cual comprende más de 1.2 millones de personas.

## Historia
Hay indicios de presencia humana en el área de Silkeborg desde tiempos anteriores a la era cristiana. Prueba de ello son cuerpos conservados en turberas, como la mujer de Elling, el hombre de Tollund y el hombre de Grauballe, todos ellos datados hacia 200-400 a. C.
Anteriormente a la ciudad, hubo un castillo sobre un islote en el lago, llamado Silkeborg, en lo que hasta entonces eran tierras del monasterio de Alling. Este castillo, del cual se ignora la fecha de la construcción aunque se presume que pudo ser a principios del siglo XV, fue propiedad de los obispos de Aarhus, y tras la reforma protestante, sirvió de residencia al gobernador de la provincia de Silkeborg hasta 1793.
El edificio más antiguo de la ciudad es la mansión de Silkeborg (Silkeborg hovedgård), una casa de 1767 que actualmente funciona como museo de la ciudad, construida por el ritmester Hans Nicolai Hoff, heredero del castillo de Silkeborg.
La moderna ciudad de Silkeborg tiene sus orígenes en 1844, cuando el empresario Michael Drewsen obtuvo permiso para establecer una fábrica de papel junto al río Guden, aprovechando la energía hidroeléctrica. Debido a su rápido crecimiento económico, en 1846 Silkeborg recibió privilegios de "lugar comercial" (handelplads) y en 1855 constituyó un municipio independiente. El ferrocarril llegó en 1871 impulsando el desarrollo, y en 1900 Silkeborg recibió el estatus de ciudad comercial (købstad). La iglesia quedó terminada en 1877.
Entre los siglos XIX y XX Silkeborg se convirtió en una ciudad industrial y académica, con varios centros de enseñanza técnica y de negocios. También emergió como un importante centro balneario de reputadas aguas curativas.
Durante la Segunda Guerra Mundial, la estación balnearia de Silkeborg fue elegida desde 1943 como cuartel general de las fuerzas armadas alemanas en Dinamarca en sustitución de la Escuela Nyboder de Copenhague. Tras la capitulación alemana, Silkeborg fue el centro de mando de la retirada de tropas nazis y posteriormente sirvió como centro de refugiados alemanes hasta 1947.
Desde los años 1950 Silkeborg fue conocida como la "ciudad de los automóviles" cuando, en medio de una carencia de automóviles en Dinamarca, en Silkeborg se estableció un gran mercado de autos usados.
Con la reforma municipal danesa de 2007, el municipio de Silkeborg se agrandó con la incorporación de los antiguos municipios de Gjern, Kjellerup y Them.

## Deporte
- Silkeborg IF juega en JYSK Park con capacidad para 10,000 espectadores, juega en la Superliga tras su ascenso de la Primera División de Dinamarca.

## Hermanamientos
Silkeborg está hermanada con las siguientes ciudades:
- Árborg, Islandia
- Arendal, Noruega
- Corona, Estados Unidos
- Giżycko, Polonia
- Kaiserslautern, Alemania
- Kalmar, Suecia
- Savonlinna, Finlandia